# Salonliv
Salonliv eller salonkultur er selskabeligt samvær i et privat hjem, hvor værtinden og en kreds af venner samtaler om kulturelle emner. Salonliv praktiseres blandt andet under den danske guldalder blandt intellektuelle i København med værtinder som Kamma Rahbek, Charlotte Schimmelmann og Friederike Brun.
Salonkulturen fik betydning ved at støtte forfattere og kunstnere.
Salonkulturen har sin oprindelse fra Frankrig.
| Kultur | Spire Denne artikel om kultur er en spire som bør udbygges. Du er velkommen til at hjælpe Wikipedia ved at udvide den. |